# Artiom Arshanski
Artiom Arshanski (26 de setembro de 1991 - Moscou) é um judoca israelense que participou das Olimpíadas de 2012 na categoria até 60 kg. Perdeu nas oitavas de final para Hiroaki Hiraoka, não alcançando nenhuma medalha nesta competição.